# Fédération monténégrine de rugby à XV
La Fédération monténégrine de rugby à XV (officiellement en monténégrin : Ragbi Savez Crna Gora) est l'instance qui régit l'organisation du rugby à XV au Monténégro.

## Historique
La Ragbi Savez Crna Gora est fondée le 11 septembre 2013, soit deux ans après les premières traces du rugby monténégrin en mai 2011 à Tivat,, et sept ans après l'indépendance du pays.
Elle devient le 21 juin 2014 membre associé de la Fédération internationale de rugby amateur, organisme européen du rugby,, avant de devenir membre à part entière en 2021.
Le 9 mai 2024, elle devient membre associé de l'organisme mondial World Rugby.

## Présidents
Les personnes suivantes se succèdent au poste de président de la fédération :
- élu en 2013 : Beket Taker[1]
- avril 2016 à juillet 2018 : Mišel Milović[6]
- de juillet 2018 à juillet 2021 : Nikola Vuletić[7]
- élue en juillet 2021 : Zorica Kostić[8]